# 少脉爬藤榕
少脉爬藤榕（学名：Ficus sarmentosa var. thunbergii）为桑科榕属下的一个变种。

## 扩展阅读
- 維基物種上的相關：少脉爬藤榕